# ナガシマスパーランド
ナガシマスパーランド（英語: Nagashima Spa Land）は、三重県桑名市長島町浦安にある長島観光開発株式会社の運営する遊園地。同社が形成する「ナガシマリゾート」の中核施設である。

## 概要
1964年に開業し併設する長島温泉と合わせた温泉型レジャー施設を展開し、1970年代にはアミューズメント性を高めた他の遊園地との競合を受けて若者層をターゲットに1978年の「コークスクリュー」導入を皮切りにローラーコースターなどの絶叫マシンの割合を高め、西日本有数の絶叫マシンの台数を誇り「東の富士急、西のナガシマ」と並び称されている。2023年1月現在、園内でのローラーコースターの総数は大小含め12機種（スチールドラゴン2000・白鯨・アクロバット（英語版）・嵐（ARASHI）・コークスクリュー・ルーピングスター（英語版）・シャトルループ・ウルトラツイスター（英語版）・ダブルワイルドマウス・ジェットコースター・チルドレンコースター・ピーターラビットコースター）にも及び、2017年にそれまで日本一だった熊本県のグリーンランドの10機種を抜いて日本一となった。この為、地元東海地方に加え、関西地方をはじめとする他地方からの来園者も数多い。夏には屋外プール「ジャンボ海水プール」も開業する。隣接して当地開発の発端となった大型温泉施設「湯あみの島」や、「ホテル花水木」「ガーデンホテルオリーブ」「ホテルナガシマ」のホテル群、アウトレットモール「三井アウトレットパーク ジャズドリーム長島」（2011年9月増床、出店数では国内最大規模となる）がある。
2011年のThemed Entertainment Association発表資料に拠れば、年間利用者数は5,820,000人。これは、全世界のテーマパーク別の年間利用者数で16位についている。日本国内に限れば東京ディズニーランド、東京ディズニーシー、レゴランド・ジャパン、ユニバーサル・スタジオ・ジャパンに次ぐ利用者数でもある。 2017年現在のナガシマリゾート全体の年間入場者数は、約1,510万人であり、東海地方の主要施設の中では11年連続で首位である。
休日とゴールデンウィーク・お盆などは来園者が多く、特に人気の高い白鯨やスチールドラゴン2000は2時間以上待つこともある。しかし平日の特に午前中は空いていて、30分ほどで乗ることができる。
2003年（平成15年）10月よりイメージキャラクターとして「ピーターラビット」のライセンス契約を世界で初めて締結し、園内でサンダル・浮き輪などのグッズ販売も行う。従来より、1978年（昭和53年）頃より1993年（平成5年）までウッディー・ウッドペッカーがイメージキャラクターとして使用されていたが、大阪にユニバーサル・スタジオ・ジャパン (USJ) が開園しUSJのマスコットキャラクターとなるために当リゾートのマスコットキャラクターが変更されたという経緯がある。
石原プロモーションが製作したテレビ朝日系ドラマ『西部警察 PART-II』第37話及び『西部警察 PART-III』（「燃える勇者たち」【正月スペシャル】）では、本施設内でロケーションが行われた。
2017年11月18日・19日の両日にわたってゆるキャラグランプリ2017が開催された。
新アトラクション導入に向けて、関係者が海外の遊園地を何度か視察している。2000年に導入されたスチールドラゴン2000はアメリカミズーリ州のワールド・オブ・ファンにある「Mamba」に影響を受けて導入された他、2017年に導入された4Dスピンコースター 嵐と2019年に導入されたハイブリッドコースター 白鯨は、アメリカテキサス州の「シックス・フラッグス・フィエスタ・テキサス」を視察した際に、「Batman: The Ride」と「Iron Rattler」に感銘を受けて導入された。

## 沿革
ナガシマスパーランドの沿革は次の通り。
- 1965年（昭和40年）11月6日 - 仮開業、大観覧車・飛行塔・回転ブランコ・ティーカップ・ムーンロケット・オクトパス・釣り堀を設置[7]。
- 1966年（昭和41年）
  - 3月19日 - 本開業。初代ジェットコースター・弁慶号・ダッゼムカー・子供動物園・ウォーターエース・ボートや300羽の鳥類を放し飼いにした中央池を設置[8]。
  - 7月 - シーサイドプール開業[9]。
- 1978年（昭和53年）
  - 7月2日 - 「コークスクリュー」開業。
  - 7月 - ジャンボ海水プール開業[9]。
  - 10月 - 屋内アイススケート場開業[9]。
- 1980年（昭和55年）3月1日 - 「シャトルループ」「バイキング」開業。
- 1982年（昭和57年）3月7日 - 「ルーピングスター」開業。
- 1983年（昭和58年）7月17日 - 「チルドレンコースター」開業。
- 1984年（昭和59年）3月10日 - 「大スペースシャトル展 名古屋会場」開催（5月27日まで）。
- 1985年（昭和60年）3月30日 - 「ダブルジャンボバイキング」開業。
- 1989年（平成元年）8月1日 - 「ウルトラツイスター」開業。
- 1992年（平成4年）8月1日 - 「大観覧車オーロラ」開業。
- 1994年（平成6年）3月20日 - 「ホワイトサイクロン」開業。
- 1995年（平成7年）7月20日 - 「シュート・ザ・シュート」「フリーフォール」開業。
- 1996年（平成8年）3月28日 - 「ダブルワイルドマウス」開業。
- 1997年（平成9年）4月27日 - 「スペースショット」開業。
- 2000年（平成12年）8月1日 - 「スチールドラゴン2000」開業。
- 2004年（平成16年）
  - 3月18日 - 「ボブカート」開業。
  - 7月9日 - 「ジャイアントフリスビー」開業。
- 2006年（平成18年）
  - 3月18日 - 「ロックンロール」「テレコンバット」「パラトルーパー」開業。
  - 6月23日 - ISO9001認証を取得[10]。
  - 5月2日 - 「トップスピン」開業。
- 2009年（平成21年）3月19日 - 「こども遊園地 キッズタウン」開業。
- 2010年（平成22年）
  - 4月18日 - 遊園地「新メインゲート」「新メインゲートショップ」営業開始[11]。
  - 8月 - 「お化け屋敷」移設営業開始。
- 2012年（平成24年）
  - 3月17日 - 「スターフライヤー」開業、「コークスクリュー」移設営業開始。
  - 4月25日 - 「キッズタウン」第2期拡張営業開始。
  - 7月14日 - 「ウルトラツイスター」移設営業開始。
  - 7月21日 - 大型ウォークスルーアトラクション「ポケモンアドベンチャーキャンプ」営業開始。
- 2013年（平成25年）3月15日 - 「スチールドラゴン2000」リニューアル営業開始。
- 2014年（平成26年）3月14日 - 「ポケモンアドベンチャーキャンプ」リニューアル。
- 2015年（平成27年）7月18日 - フライングコースター「アクロバット」開業。
- 2017年（平成29年）
  - 3月10日 - 4Dスピンコースター「嵐」開業。
  - 9月24日 - 「ポケモンアドベンチャーキャンプ」終了。
- 2018年（平成30年）
  - 1月28日 - 「ホワイトサイクロン」リニューアルの為営業終了。
  - 12月19日 - 「ナガシマ釣りスピリッツ～伝説の白鯨を追え～」営業開始。
- 2019年（平成31年）
  - 3月28日 - ハイブリッドコースター「白鯨（）」開業。
  - 4月19日 - 3Dシューティングライド「牧場deバンバン」営業開始。

## 主なアトラクション

### ハイブリッドコースター白鯨（）
- 木製コースター「ホワイトサイクロン」をリニューアルし、2019年3月28日にオープンした。木と鋼鉄を合わせた国内初のハイブリッドコースター。最高点55m、最高速度107km/h、最大傾斜角80°、コース全長1,530mでハイブリッドコースターとしては世界2位。建設費は28億8千万円。
- 木材だけでなく鋼鉄を使うことによって、従来の木製コースターでは実現できなかったコークスクリューや、車両が真横に傾く90度バンクなど多彩な動きが体感できる。

### スチールドラゴン2000
- 2000年8月1日に営業を開始した。当時最高部高度97m、最大落差93.5m、最高速度153km/h、全長2479mの4項目でギネスに認定された、世界最大級のローラーコースター。2019年現在、最高部高度・最大落差は共にシックスフラッグス・グレート・アドベンチャーのキンダ・カが、最高速度はフェラーリワールドのフォーミュラ・ロッサがギネスを保持しているが、総走行距離としては現在でも世界最長であり、総走行距離を除く3つのギネス記録を超えた機種は直線加速方式であるため、2015年までは巻き上げ式のローラーコースターとしては最高部高度、最大落差、最高速度ともに世界一を誇っていた。現在はCarowindsにあるFury325に譲っている。
- 2ヵ所の大きなキャメルバック、8の字形の旋回、連続キャメルバック等、コースターとしてのエレメントはシンプルかつダイナミックな構造となっている。
- 乗車中の写真撮影が行われ、連続キャメルバックの途中にカメラが設置されている。以前は、ホームを出発してすぐに撮影された。
- 初代の車両は2012年12月9日の営業を最後に引退。2013年3月15日に2代目の車両がデビューした。2代目の特徴は板の上に1人掛けのバケットシートを乗せただけで周りを囲うカバーが無く、足が床につかない座席となっている。
- 初代の定員は1編成36人であり、6人乗りの車両が6両繋がっている。ボディカラーは当初はイエロー・ブルー・シルバーの3色だったが、2007年に中日ドラゴンズが日本シリーズで優勝したため、その記念の車両（オレンジ）が追加された。米国のD.H.モーガン社製。
- 2代目の定員は1編成28人であり、4人乗りの車両が7両繋がっている。ボディカラーはレッド・イエロー・ブラックの3色。スイスのボリガー＆マビラード社製。
- 2003年8月23日から2006年9月2日まで休止していた。#事故も参照のこと。

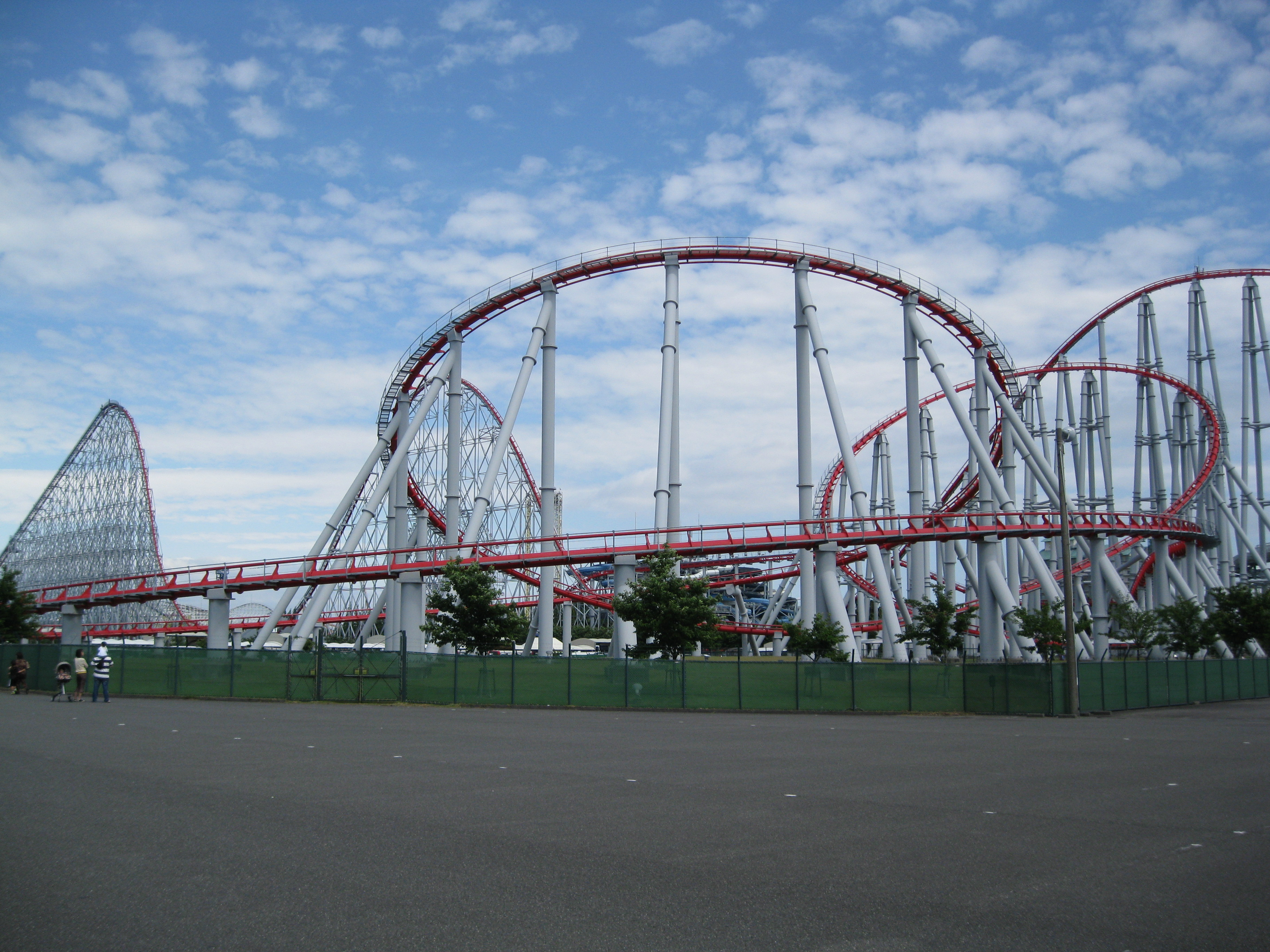
全景

### フライングコースター　アクロバット
- ナガシマリゾートの開業50周年を記念し、2015年7月18日にオープンした[12]。日本初の大型フライングコースターで、スタートすると座席が傾き、乗客はうつぶせの状態で走行する。コース中にはプレッツェル状のループやスクリュー（ひねり）回転、噴水による演出などがある[12]。なお、当フライングコースターのスペックはアメリカ合衆国のシーワールド・オーランド（英語版）にあるアトラクション、マンタ（英語版）と全く同じである。大型コースターの導入は、2000年オープンのスチールドラゴン2000以来15年振り。総工費は約37億円（周辺施設含む）。

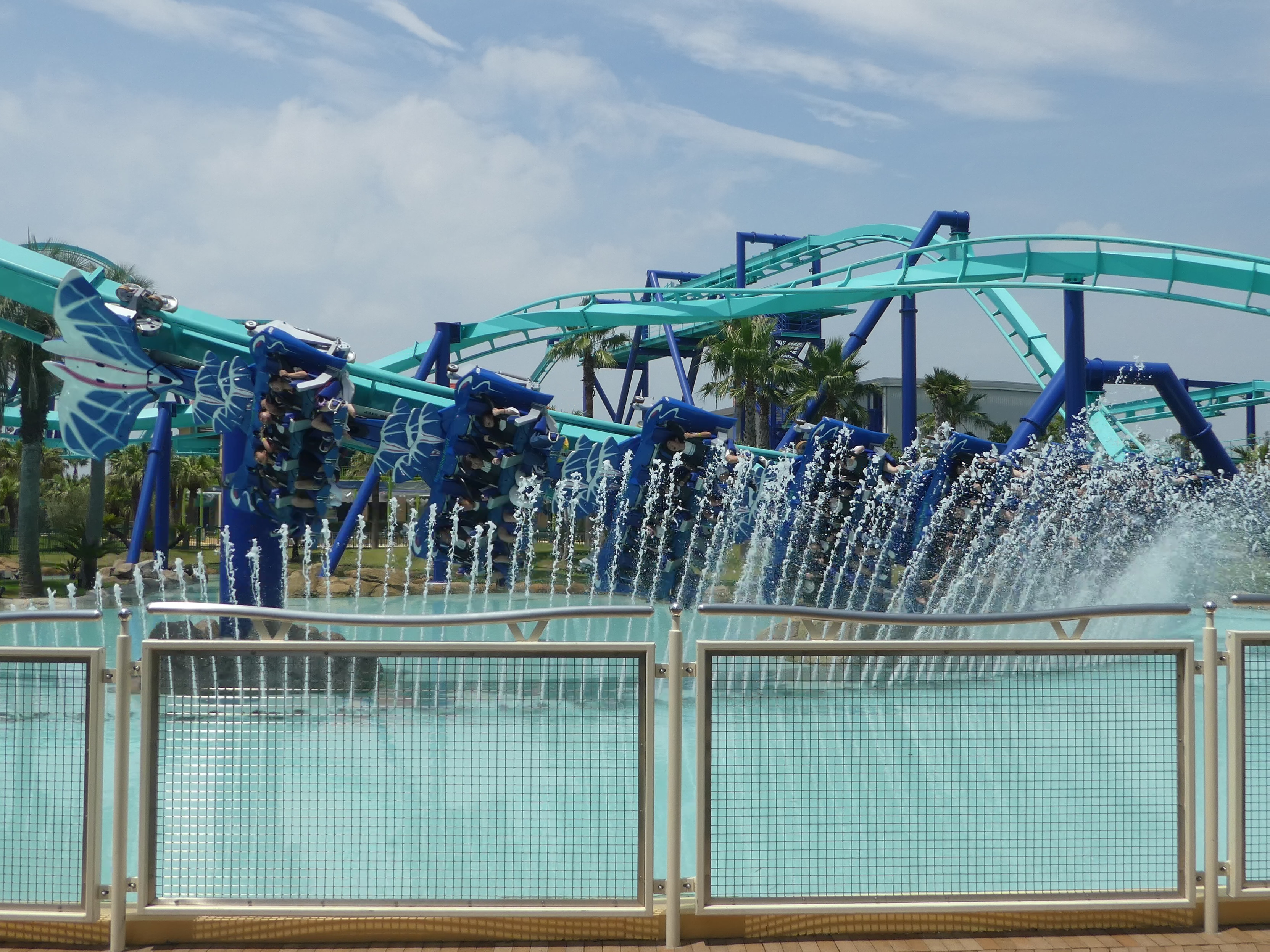
水しぶきポイント

### 4Dスピンコースター 嵐（ARASHI）
- 2017年3月10日にオープンした、日本初の4Dスピン(新四次元)コースター。アメリカのS&Sワールドワイド社のモデルである。レールから横にはみ出した座席が、走行しながら前後に回転をする。機械的に制御されておらず、乗客の重量バランスによって回転する為、乗る度に回転数が変化する。総工費は8億円。
- 最高点34m、全長310m、最高速度65km、最大勾配90°、最大加速度3.0G(前後2.8G、上下3.0G)
- 定員は8人で、レールの左右にそれぞれ2人ずつの座席が2列繋がって1両になっており、計5両ある。基本的にはスチールドラゴン2000側の座席は超混雑時以外使われる事は少ない。

### コークスクリュー
- 1978年7月2日営業運転開始[13]。ナガシマスパーランドの絶叫マシンでは初期のものとなっている。
- ワインの栓抜き（コルク抜き）を模したエレメントである、360度ひねりのダブルコークスクリューが最大の特徴である。
- 同機種は他に、ルスツリゾートと八木山ベニーランドに設置されている。かつては奈良ドリームランドやとしまえん、谷津遊園（ルスツリゾートに移設）に設置されていた。
- 正式名称は表題の通り「コークスクリュー」だが、アトラクション看板には「コークスクリュウ」と表示されている。
- 車両は4人乗り×6両の定員24名[13]。トリコロール柄で、赤・白・青[13]、緑・白・黄の2編成の塗装がある。
- 制作はアメリカのArrow社。
- 2011年9月19日に一旦営業終了。キッズタウン拡張のため移設し2012年3月17日に営業を再開しスクリュー部分を450mから390mに短縮[14]。

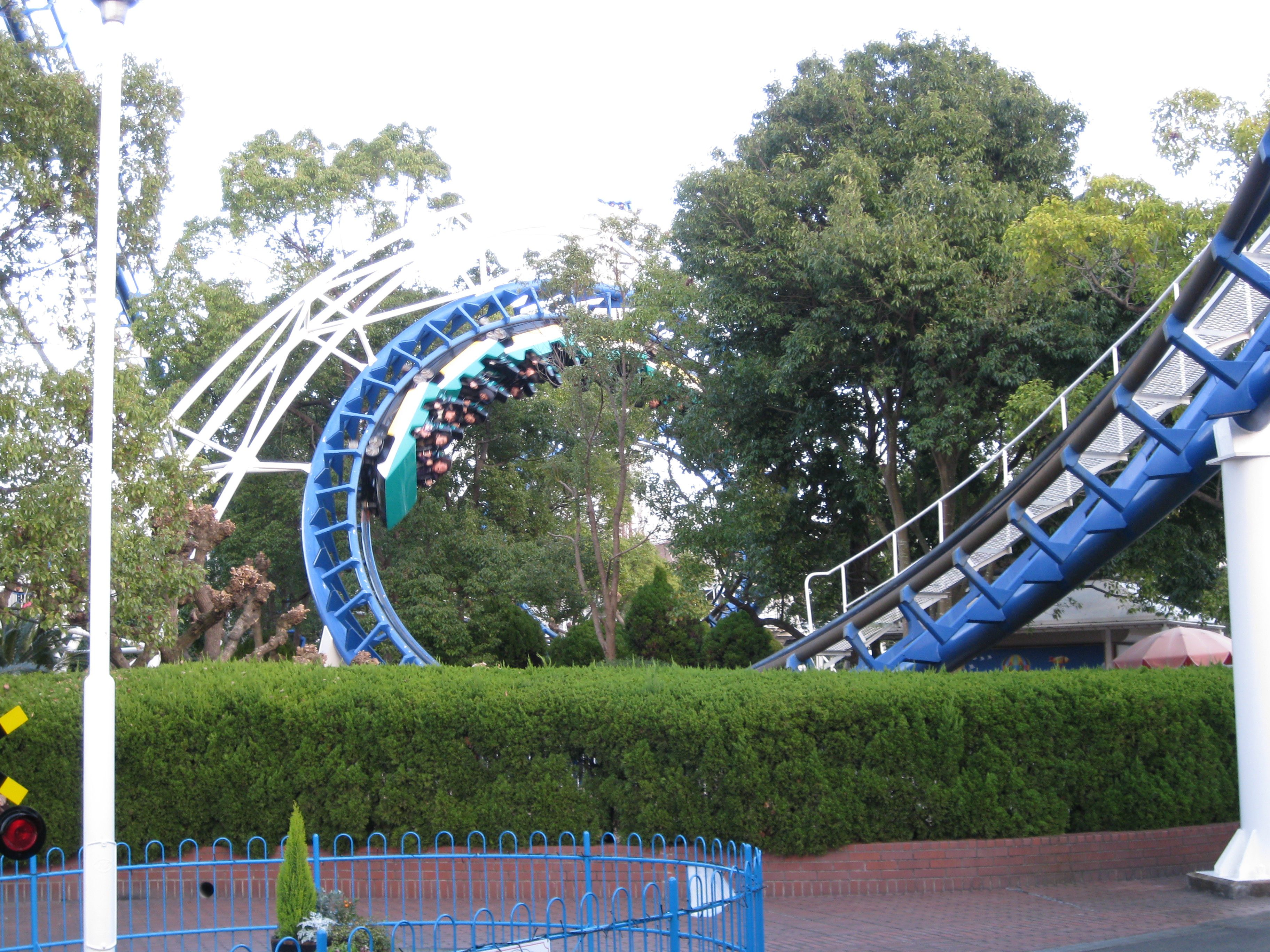
ダブルコークスクリュー正面から（移設前）
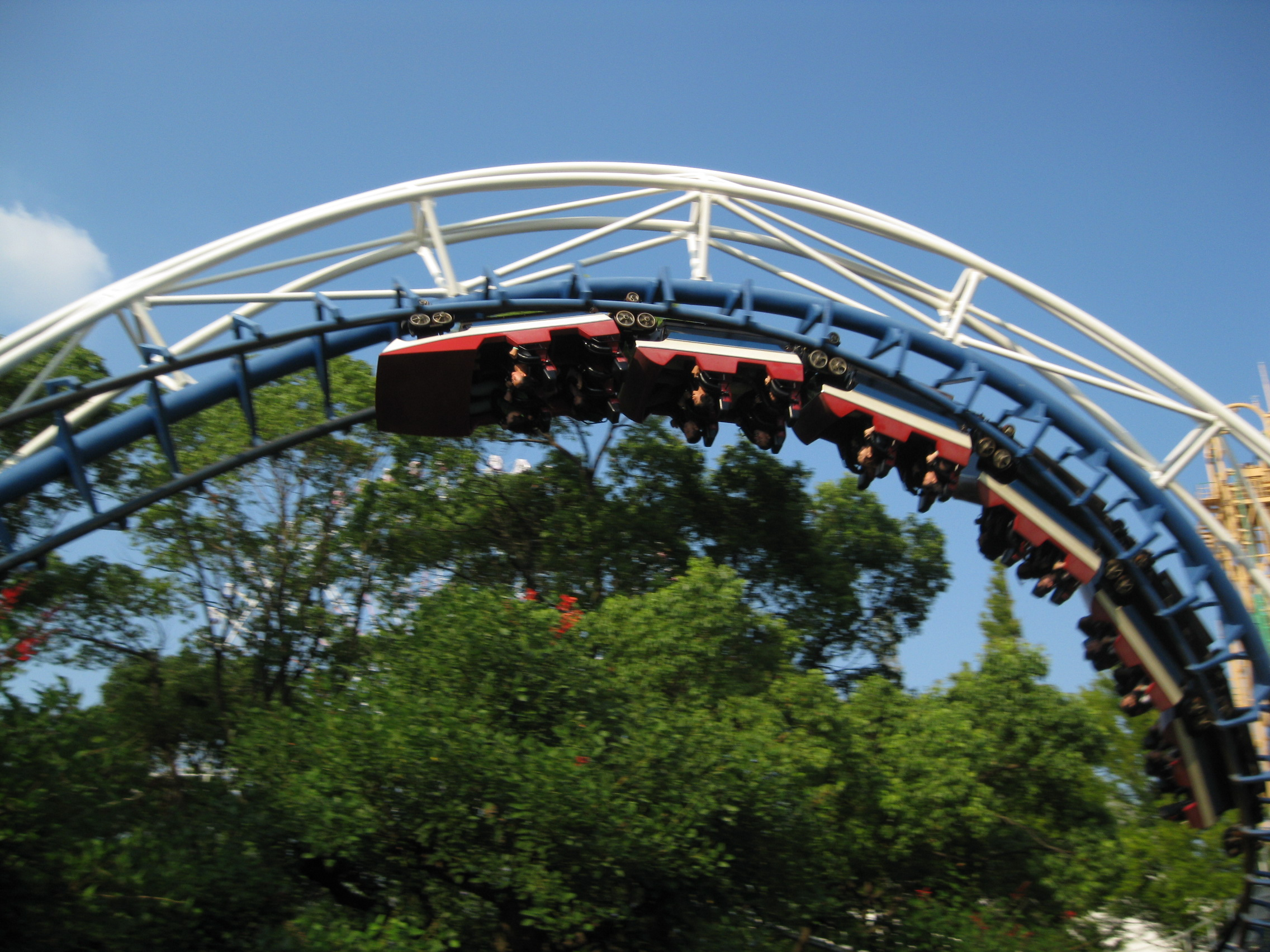
コークスクリュー途中（移設前）

### シャトルループ
- 走路を1周せず、折り返し走行をする往復式のコースター。1980年3月1日営業運転開始[15]。
- 最高部高度42m。最高時速約90㎞、走路延長約280m、7両編成28人乗り[15]。
- 通常のコースターのような巻き上げはなく、フライホイールによる急発進により運動エネルギーを得る。
- かつては横浜ドリームランドやとしまえんなどにも同機種が存在したが、2021年現在、国内ではナガシマスパーランドの機種だけになっている。
- 制作はドイツのアントン・シュワルツコフ社。設計者はIng.-Büro Stengel社。

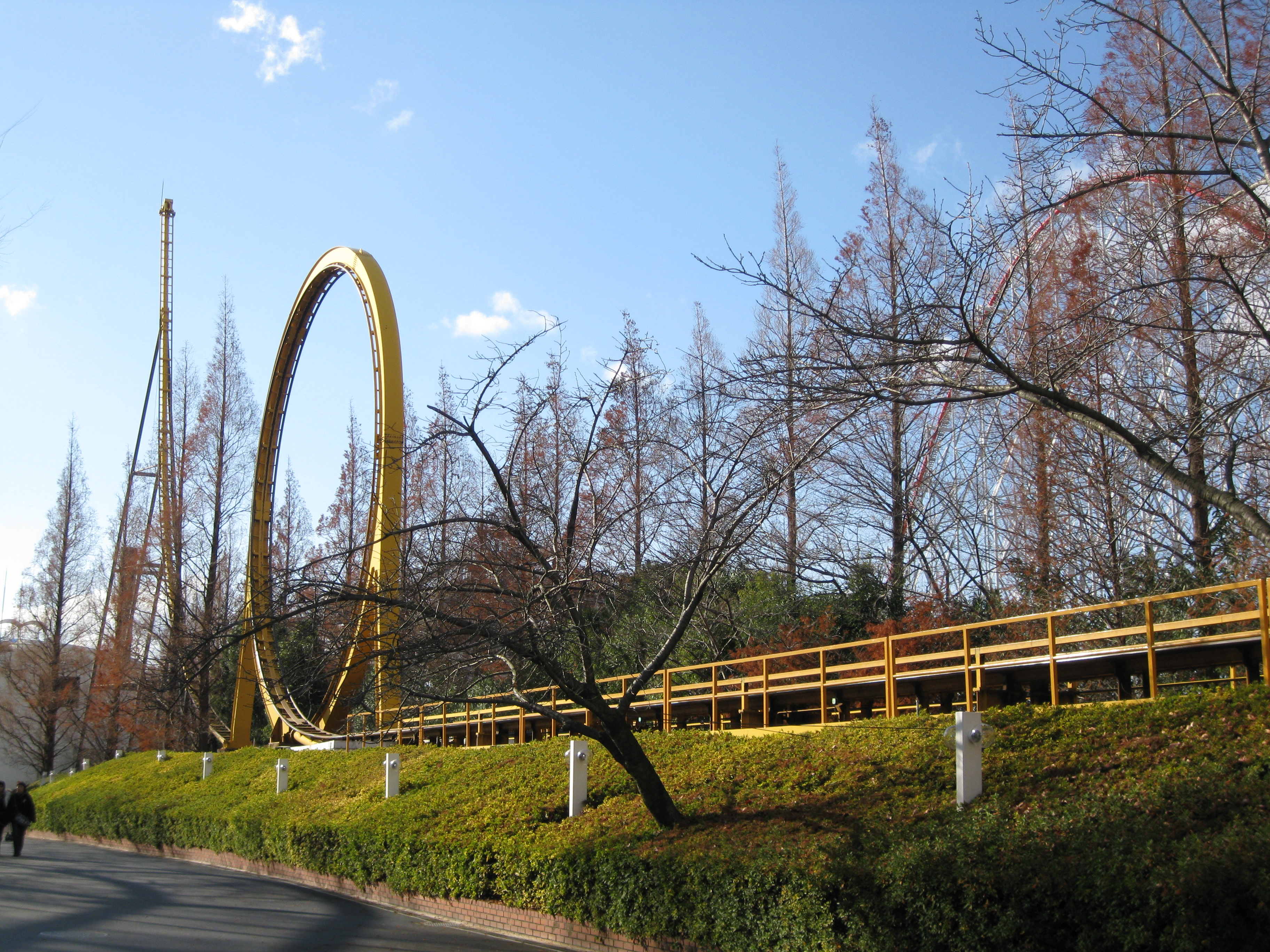
垂直ループとファーストドロップ
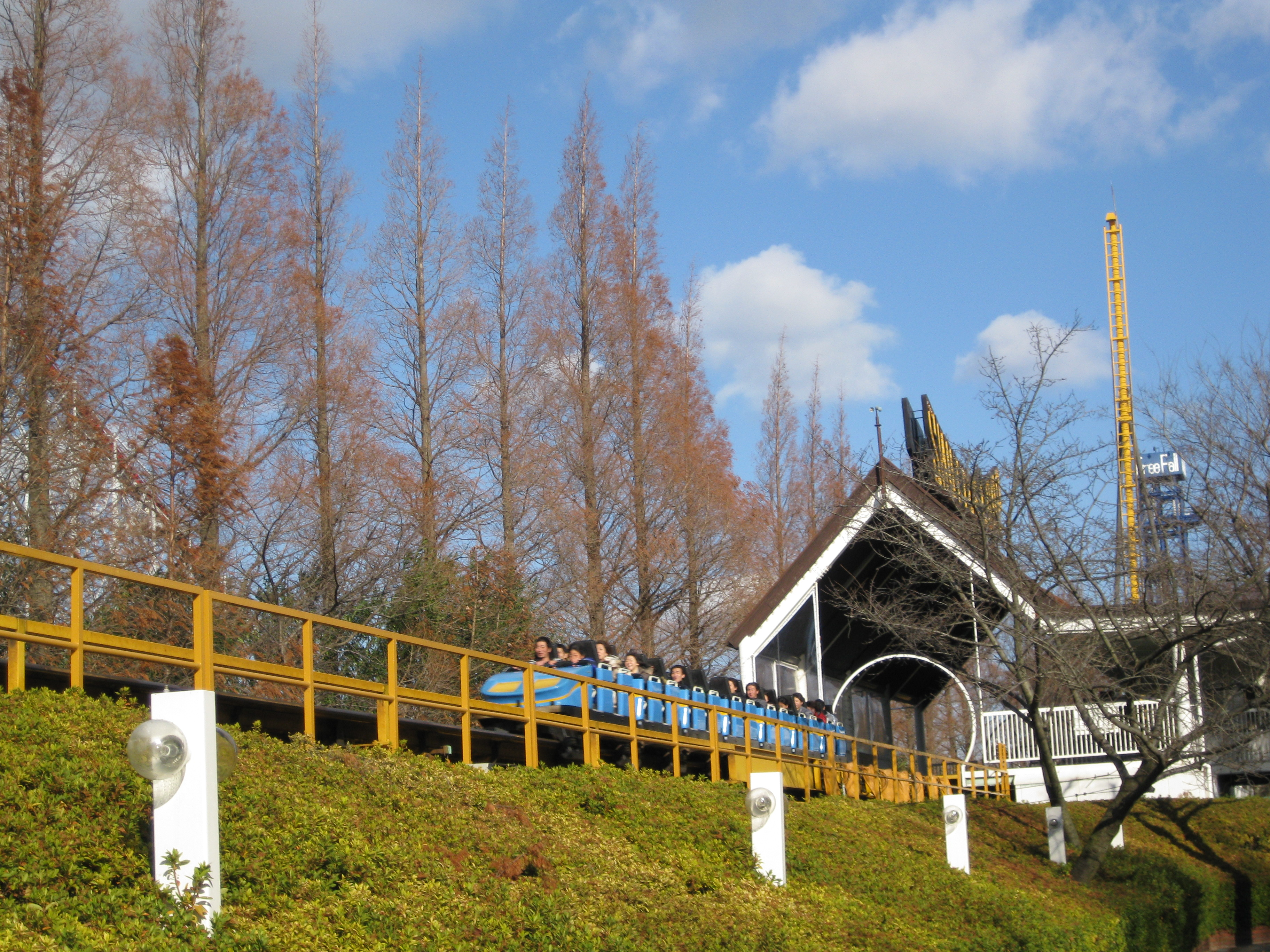
急発進

### ルーピングスター
- 上記のシャトルループと同じ製造会社であるシュワルツコフ社の標準的なループコースター。
- 1982年3月1日営業運転開始[16]。
- 最高部高度24.5m、最高速度約80km/h[16]、走路延長約600m[16]、所要時間約3分[16]。
- エレメントはひねりながら落下するシュワルツコフカーブに始まり、垂直ループ・八の字コース・小キャメルバック・オーバーバンクターンが用意されている。
- 設計者はIng.-Büro Stengel社。

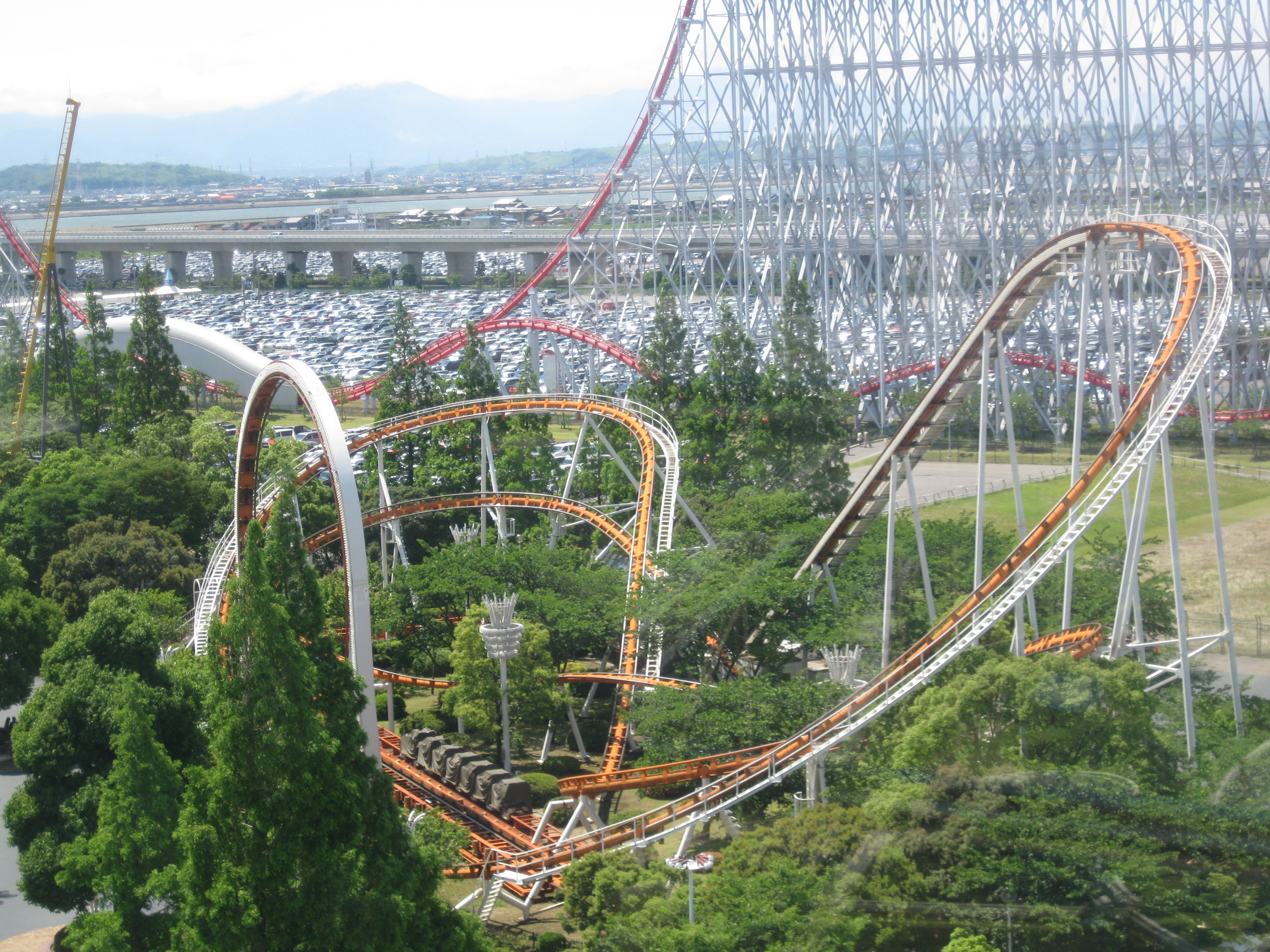
全景
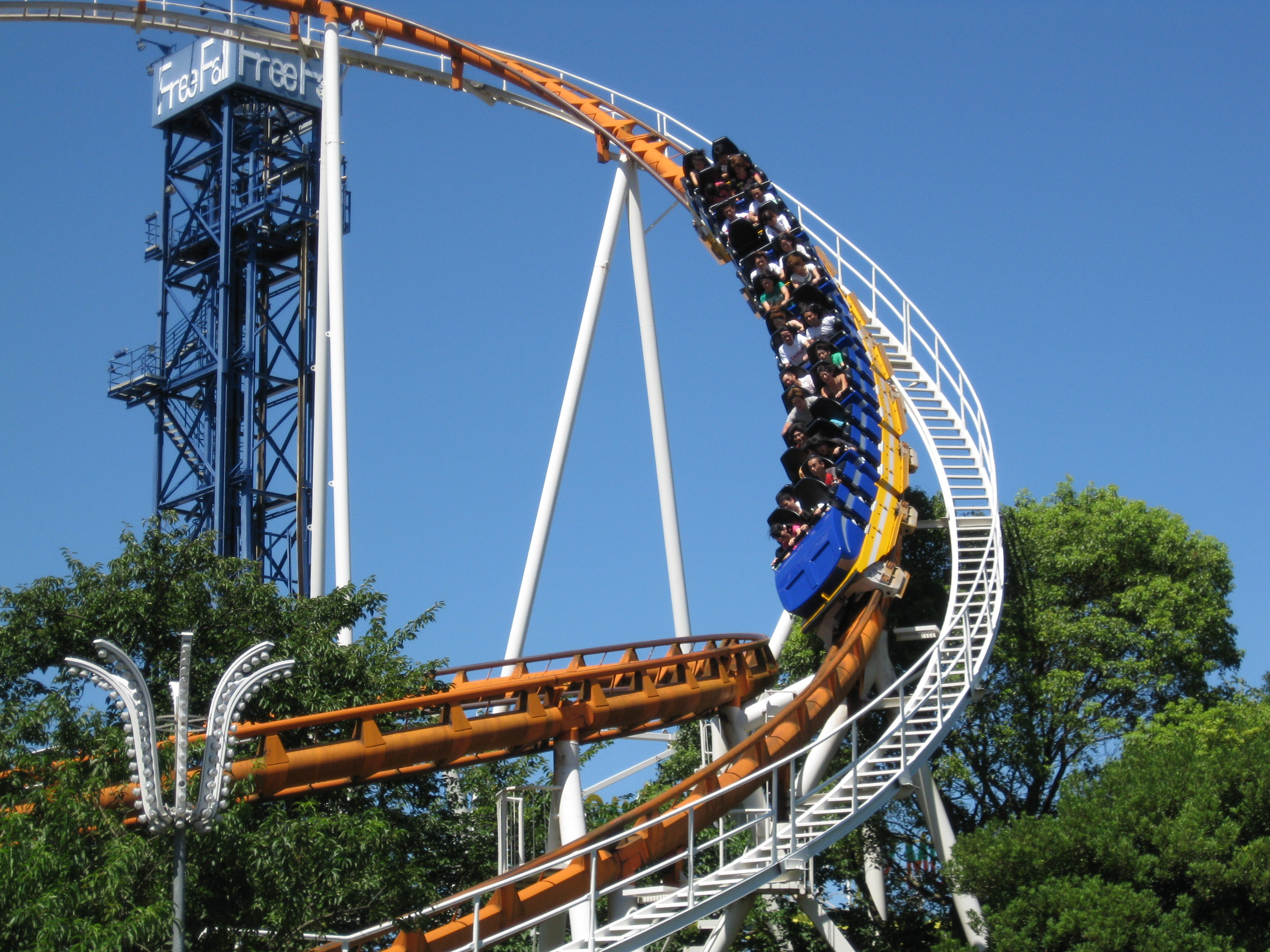
ファーストドロップ・シュワルツコフカーブ
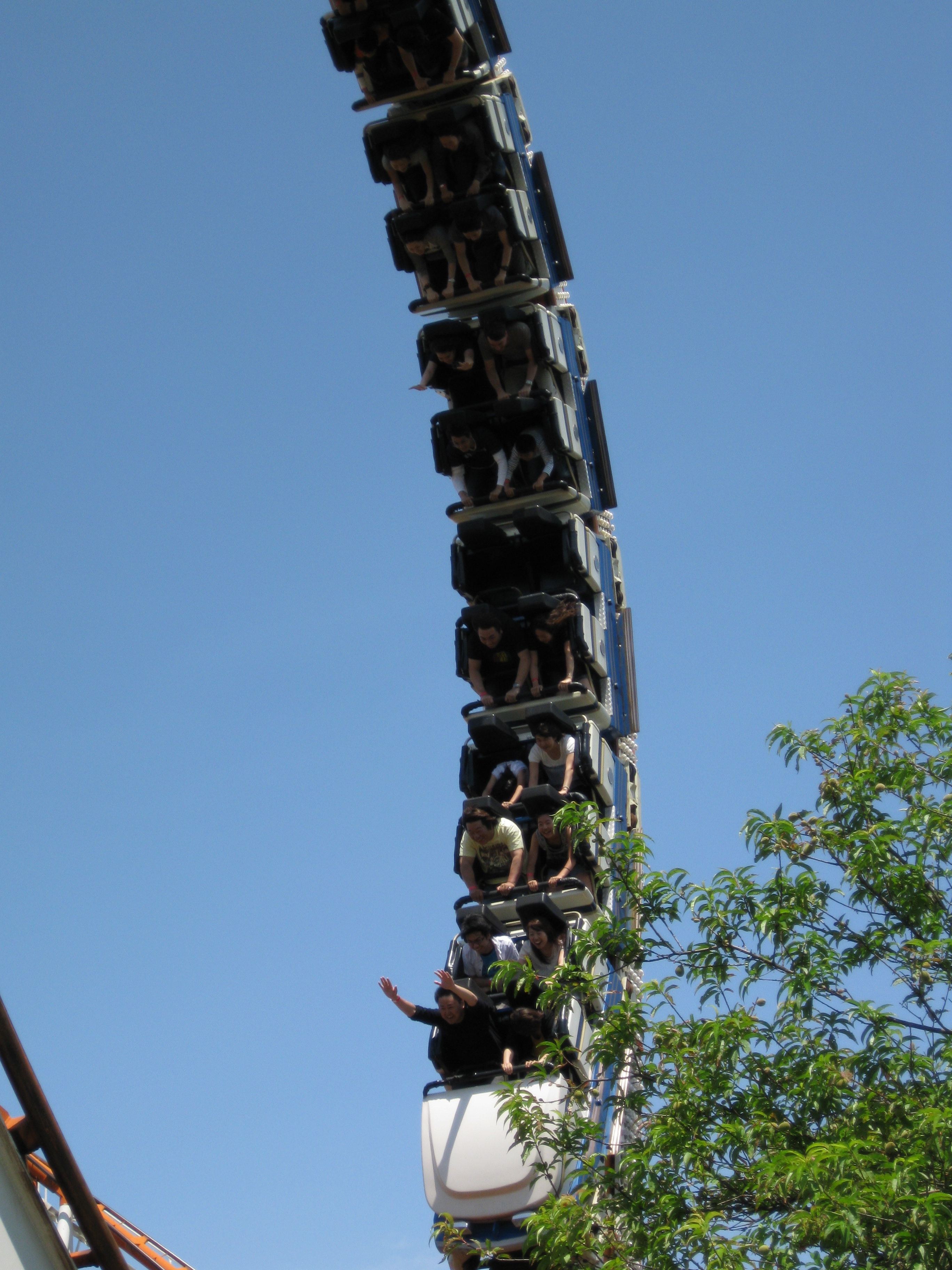
ループ中

### ジャイアントフリスビー
- 世界最大級の振り子型絶叫マシン。2004年7月9日開業[17]。
- 50人乗りの円盤が回転しながら大きくスイングする[17]。最高到達点は43m[17]、最大傾斜角は120度、最高速度は102km/hに達する。
- 富士急ハイランドの「トンデミーナ（開業日は一日遅れ）」と同機種である。

### スターフライヤー
- 2012年3月17日開業の大型回転ブランコ[18]。
- 2人乗りのブランコが、タワーの周りを最高速度51km/hで旋回する。ブランコの高さは47m、最大回転直径は28mに達する[18]。
- タワーの高さは63.4mあり、日本の回転ブランコとしては最大である[18]。
- 富士急ハイランドの「鉄骨番長」、グリーンランドの「スターフライヤー ゴクウ」、ニューレオマワールドの「バードフライヤー」と同機種である。なお、これらはブランコの数が12台（最大24名）なのに対し16台（最大32名）となっている他、ブランコを吊り下げるワイヤーの構造が異なる。

### その他のアトラクション
ウルトラツイスター
1989年8月1日導入、最大高度35m、全長360m。
垂直に巻き上げられた後、85度の傾斜を落下し前向きにきりもみ回転し、今度は後ろ向きできりもみ2回転するローラーコースター。キッズタウン拡張のため2011年9月19日に一旦営業終了し、ボブカートの隣に移設され2012年7月14日に営業再開。
ダブルワイルドマウス
小型のローラーコースター。1996年3月28日開業、最大高度15m・全長約400mのコースが左右対称に2つ設置されている。基本的にどちらか1つのコースのみで運営されている。
ジェットコースター
ファミリー向けのローラーコースター。トロッコのようなデザインの車両で池の上や森の中を駆け抜ける。開園当初から存在しており全長518m・最大高度20m・最高時速70km、新幹線に類似した車両を用いていた。その後トロッコ型車両やパイプレールへの交換を行い現在の形にリニューアルされ1985年5月15日から再開。
チルドレンコースター
1983年7月17日導入、てんとう虫をモチーフとした子供用ローラーコースター。
シュート・ザ・シュート
1997年7月15日導入、最大高度30m・最高時速90km・最大斜度40mの大型ウォーターライド。富士急ハイランドのクール・ジャッパーンと同機種であるが、あちらが冬季はフード付きの濡れないボートで運営するのに対し、こちらでは通年フード無しで運営する為冬でもずぶ濡れになる。
スペースショット
1997年4月27日導入、カウントダウンと共に一瞬で地上75mまで上昇して落下する、タワー型垂直上昇マシン。S&Sスポーツパワー製、時速65km、最大過重力4.5G、最大巻き上げ高62m、安定感を持たせるべく3本のタワーを三角に組んで立たせた構造としたが、多くの場合いずれか1本のみの運行となっている。
フリーフォール
地上45mまで上昇し、そこから一気に自由落下をする。国内では他にルスツリゾートに存在する。
フリスビー
1995年7月導入、40人乗りジャイアントフリスビーと違い、内側に向かって座るので他人の顔も見える。
ダブルジャンボバイキング
バイキングの巨大版。160人乗りの海賊船が大きく揺れる。2隻あるが、多くの場合どちらか1隻のみの運行で運転時間も15分毎の運行となっている。
バイキング
荒波に大きく揺れる海賊船。現在はキッズタウンのアトラクションとなっている。
スペースシャトル
バイキングと似た外観をしているが、こちらは360度回転する機種。国内では他によみうりランド（名称はルーピングスターシップ）に存在する。
フライングカーペット
乗り物が前後方向に回転し、頂上で停止すると逆回転する。他の遊園地にあるものと異なり、吊り下がり式で足はぶら下がった状態である。
ウェーブスウィンガー
回転ブランコ。全国各地に存在する。
スウィングアラウンド
1997年7月15日導入、水平に回転しながらゴンドラのついたアームがスイングする。名称は異なるが各地に同機種或いは類似機種が存在する。
ロックンロール
元々は「C.ロックンロール」という名称で、かつて存在したA.ロックンロールとは別に2006年に新設された。A.ロックンロールはシートベルトのみだが、こちらはU字型安全バーである。A.ロックンロールが撤去されたため現在の名称となった。
お化け屋敷
工事中だったが2010年8月1日に営業再開。
大観覧車オーロラ
地上92mの高さを誇る観覧車。中央部分にはデジタル時計が設置されている。ちなみに、スチールドラゴン2000の最高部高度が97mであるため、スチールドラゴン2000の乗客が最高部に来た際、乗客の目線より観覧車の方が低いという状況が起こる。
ボブカート
ボブスレーとゴーカートをミックスさせたアトラクション。全長1100mのコースを最大40kmのスピードで駆け抜ける。
ゴーカート
小型スポーツカー。
ティーカップ
テレコンバット
パラトルーパー
スカイライナー
ナガシマ釣りスピリッツ

### 乗車優先券
フリーパスやアトラクション利用券や入場券とは別に、数量限定で販売しているチケット。通常列に並ぶより短い待ち時間でアトラクションを利用できる。但し、待ち時間が30分以上発生した場合のみの販売となる。料金は1枚1000円。時間指定は無いが、混雑状況により時間指定券が販売される事もある。
対象アトラクションはスチールドラゴン2000・白鯨・アクロバット・嵐の4機種。白鯨と嵐は乗り場の入口、スチールドラゴンは乗り場入り口横、アクロバットはアクロバットカフェの券売機で販売しており、入口ゲートで優先券専用の入口から入場する。

## キッズタウン
キッズタウンには次のアトラクションがある。
- ちびっこひろば
- ピーターラビットコースター
- こども急流すべり
- カイトフライヤー
- マジックバイク
- スピンボート
- くるくるヘリコプター
- おでかけてんとうむし
- ダックス
- ウォーターショット
- あしかさんのサーカス
- チルドレンコースター
- メリーゴーランド
- バイキング
- ブランブラン
- ケロヨンジャンプ
- バルーンレース
- ふわふわドーム
- そらとぶぞうさん
- レッドバロン
- モトクロス
- レッツゴートーマス
- ウォーターエース
- ゴーカート
- ティーカップ
- ピーターラビットスカイライナー
- 汽車
- こども自動車
- シューティングギャラリー

## ジャンボ海水プール
世界最大級の屋外海水プール。毎年7月上旬～9月中旬の夏季限定で営業する。10種のプールと55レーンのウォータースライダーは正に日本はおろか世界最大級。2008年7月には、小学3年生以下の子供とその保護者のみが利用できる屋内型プール「スパキッズ」がオープンした。

### プール
超激流プール
日本初上陸となる流れが激しい流水プール。身長120cm未満は利用不可。専用の浮き輪での利用が必要で、身長130cm未満はライフジャケットの着用が必須となっている。
流水プール
全長300メートルの流れるプール。
サーフィンプール
広さ5,000平方メートルの波の出るプール。2021年にはスプラッシュ噴水と音楽演出機能を備えたスウィング噴水を設置。
ジャパーン
バケツから大量の水が流れ落ちたり、スライダーやウォーターガンなどがある大型の水遊び場。
ぴょん・ぴょん・ドボン！
バランスを取りながら水面に浮いた足場を渡っていく。年齢・体重制限あり。
ファミリープール
温泉プール

### ウォータースライダー
メガアビス
2024年7月6日開業。6人乗りの円形ボートに乗り、最大48度の傾斜を下った後に高さ30mの円錐形のコースに吸い込まれるように滑る大型スライダー。
ブーメランツイスト
2013年6月29日開業。高さ25mから6人乗りの円形ボートに乗り、最大傾斜角68度で高さ20mの絶壁への急上昇・急降下（ブーメラン）と、激しい横揺れ（ツイスト）を併せ持った大型スライダー。
フリーフォールスライダー
傾斜角60度のレーンを一気に滑り降りるスライダー。高さ18mのレーンが1本と、23mのレーンが2本ある。
ビッグワンスライダー
4人乗りの円形ボートで、高さ25mから滑り降りる大型スライダー。
トルネードスライダー
複雑に絡み合った6種類12レーンのスライダー。専用の浮き輪を使うチューブスライダーと、浮き輪を使わないボディスライダーがある。
ウォーターチューブ
急降下するレーン1本と、急旋回するレーン2本を併せ持ったスライダー。着水面が他のスライダーより高く、水深が1.8mある。
UFOスライダー
すり鉢状のコースで旋回を繰り返し、最終的に中央の穴に吸い込まれるようにプールに落ちるスライダー。ウォーターチューブ同様に着水面が高く、水深が2.5mある。
サーフヒルスライダー
マットの上にうつ伏せの状態で滑り降りるスライダー。
ワイルドリバー
専用の浮き輪に乗って、幅の広い水路を激しく下っていくスライダー。

## その他の付帯施設、イベント

### ナガシマリゾートトラム
愛・地球博においてグローバル・ループ上の4停留所を結んでいた電気自動車グローバル・トラムを再利用したものである。
2005年11月3日より「ナガシマリゾートトラム」として運行されていた。有料駐車場、遊園地、湯あみの島、ジャズドリーム長島の間、約1kmを約6分間で結ぶ。料金は無料である。現在はバスに置き換えられ、運行中止となっている。一部が再譲渡され、錦川鉄道に2編成が2009年9月19日から「とことこトレイン」として運行、1編成が平城遷都1300年祭会場で「ハートフルトラム」として運行されている。

### 名古屋アンパンマンこどもミュージアム&パーク
『アンパンマン』のテーマパークとして、ナガシマスパーランドのメインゲート向かって左側の旧駐車場部分の土地に2010年4月23日にオープンした。
中京テレビと長島観光開発、株式会社アンパンマンチルドレンスミュージアムの共同出資により設置されている。施設内ではアンパンマンのショーが催され、アトラクションも付随する。また、関連グッズのショップや飲食店も設置されている。横浜アンパンマンこどもミュージアムに続く、国内2か所目の「アンパンマンこどもミュージアム」である。
開館当日とその翌日には、中京テレビの生放送番組「ラッキー!!」と「幸せの黄色い仔犬」が同所から生放送された。
この他、開業前には中京テレビのグルメ情報バラエティ番組「PS」のメンバーである高田純次と柴田理恵が、番組企画で工事の手伝い（ミュージアム内にある「おもしろウィンドウ」のはめ込み作業）をしている。
アンパンマンの専用劇場「やなせたかし劇場」は、当初は2020年4月1日にお披露目予定であったが延期され、2022年2月7日にオープン予定となったが、新型コロナウイルス感染拡大のため、3月7日に延期となった。

#### ギャラリー

#### 所在地
- 三重県桑名市長島町浦安108-4

#### ショッピングモールエリアのおもな店舗

##### 土産物
- アンパンマンテラス名古屋
- ドキンちゃんのドキドキおしゃれショップ
- バタコさんの手づくりハウス

##### 飲食店
- うどんちゃんのやたい
- フルーツ島のジュース屋さん
- ふっくらごはん工場
- アンパンマン＆ペコズキッチン
- ピクニックランチボックス
- プレミアムソフトクリーム
- ジャムおじさんのパン工場

##### その他
- アンパンマンカーニバル王国

### ナガシマ カウントダウン&ニューイヤーズパーティ
カウントダウンチケットは前売り限定で毎年3万枚の限定発売。コンビニやチケットぴあにて購入が可能。20秒前からの大観覧車オーロラのデジタル時計でカウントダウンと共に1500発の花火を打上げ新年を祝う。MCにはスポンサーのFM AICHIから、黒岩唯一、川本えこが担当する。
| 年度 | 出演者                                                                                          |
| ---- | ----------------------------------------------------------------------------------------------- |
| 2003 | 忌野清志郎                                                                                      |
| 2004 | MAX                                                                                             |
| 2005 | 大黒摩季                                                                                        |
| 2006 | DA PUMP、Lead                                                                                   |
| 2007 | FLAME、Lead                                                                                     |
| 2008 | nobodyknows+                                                                                    |
| 2009 | HOME MADE 家族                                                                                  |
| 2010 | 青山テルマ、傳田真央、JYONGRI、Sonar Pocket、RAM WIRE、しがせいこ                               |
| 2011 | mihimaru GT 、SHU-I、CLIFF EDGE、Sweet Licious、吉田山田、果山サキ                              |
| 2012 | 高橋優、girl next door、CLIFF EDGE、BRIGHT、KingrassHoppers、Rihwa                              |
| 2013 | Hilcrhyme、Brand New Vibe、lecca、ダイスケ、松下優也、近藤晃央                                  |
| 2014 | SEAMO、キマグレン、ハジ→、BRIDGET、平井大、ALEXXX、BOYS AND MEN、斉藤利菜                       |
| 2015 | C&K、伊東歌詞太郎、Juliet、CLIFF EDGE、BRIDGET、Gacharic Spin、ビッケブランカ                   |
| 2016 | May'n、GRANRODEO、天月、lol、MAG!C☆PRINCE、ASH DA HERO                                          |
| 2017 | ファンキー加藤、SILENT SIREN、伊東歌詞太郎、THE BEAT GARDEN、WHITE JAM、マジカル♡パレード BEACH |
| 2018 | DOBERMAN INFINITY、ハジ→、JAY'ED、SOLIDEMO、東京パフォーマンスドール、# ハッシュタグ            |
| 2019 | Sonar Pocket、CHiCO with HoneyWorks、鈴木みのり、THE BEAT GARDEN                                |
| 2020 | （新型コロナウイルス感染症の影響により中止）                                                    |
| 2021 | （開催なし）                                                                                    |
| 2022 | （開催なし）                                                                                    |
| 2023 | SKE48、Girls²、RIKU、カラフルダイヤモンド 特別ゲスト：BOYS AND MEN                              |

### TOKAI SUMMIT
2007年から2016年の毎年7月に園内特設ステージにて行われていた大型屋外フェス。

## 事故
- 1986年9月7日、ルーピングスターにて停止中の先行車両に減速を怠った後続車両が衝突する事故が発生[37]、負傷者42人[38]。
- 2003年8月23日10時50分頃、スチールドラゴン2000にて、走行中のコースターの車輪88個のうち半分に相当する44個が落下し、乗客1名とコースター下のプールサイドにいた客1名が重傷となる事故が発生した。以後営業休止の状態が続いていた。事故1ヶ月前の定期点検の際に請け負い業者が車輪の部品を不要な部分にまで取り付けていたことが原因と見られている。2006年8月12日より試運転を重ね、同年9月3日より営業を再開した。
- 2013年2月8日15時15分頃、シャトルループの試運転中、乗車していた男性従業員1人が転落する事故が発生した。試運転には従業員14名が乗車していたが、転落した従業員は最後尾の7両目に乗っていた。腹部を固定するバーのロックが不十分だった事が原因と見られている。
- 2023年9月18日午前11時50分頃、スチールドラゴン2000が上昇中に高さ97メートルの頂上付近で緊急停止した。約10分後に運転を再開し、ホームに戻った。乗客23人にけが人や体調不良を訴える人はいなかった。落雷による停電が原因とみられる[39]。

## かつて存在したアトラクション

### ホワイトサイクロン
- 世界最大級の木製ローラーコースター。米国産の松材4,800m3を使用[40]。1994年3月に営業運転を開始[41]。総工費35億円[42]
- 最高点高度45.5m[41]、最高時速102km、全長1,715m[40]、最大過重力2.67G、最大傾斜角50度、車両4人乗り7両3編成[42]。
- 第一水平ループ突入前や、セカンドドロップ後のキャメルバック・フィニッシュ直前のキャメルバックでは、綺麗で強めのエアタイムを味わうことができる。ライドフォト（2011年8月撮影システムリニューアル）は、セカンドドロップの途中で撮影される。設計はスタンド社（アメリカ）、施工はインタミン・ジャパン社[42]。
- 新アトラクション建設の為、2018年1月28日をもって営業を終了。利用者は延べ2,200万人。
- 2019年3月28日に、日本初の木と鋼鉄を合わせたハイブリッドコースター「白鯨」として、リニューアルオープン。(詳しくは上記「主なアトラクション」項目を参照。)

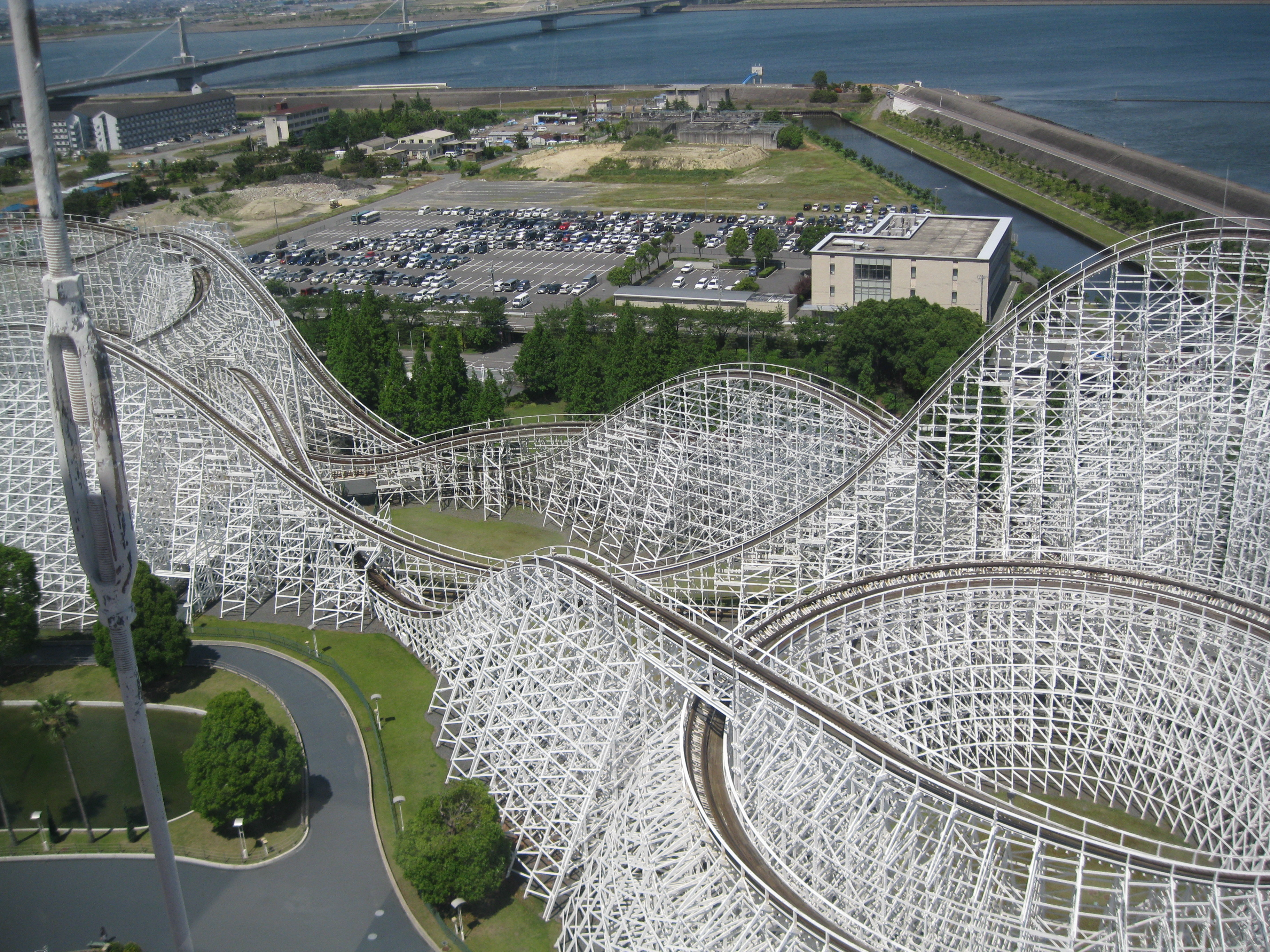
全景
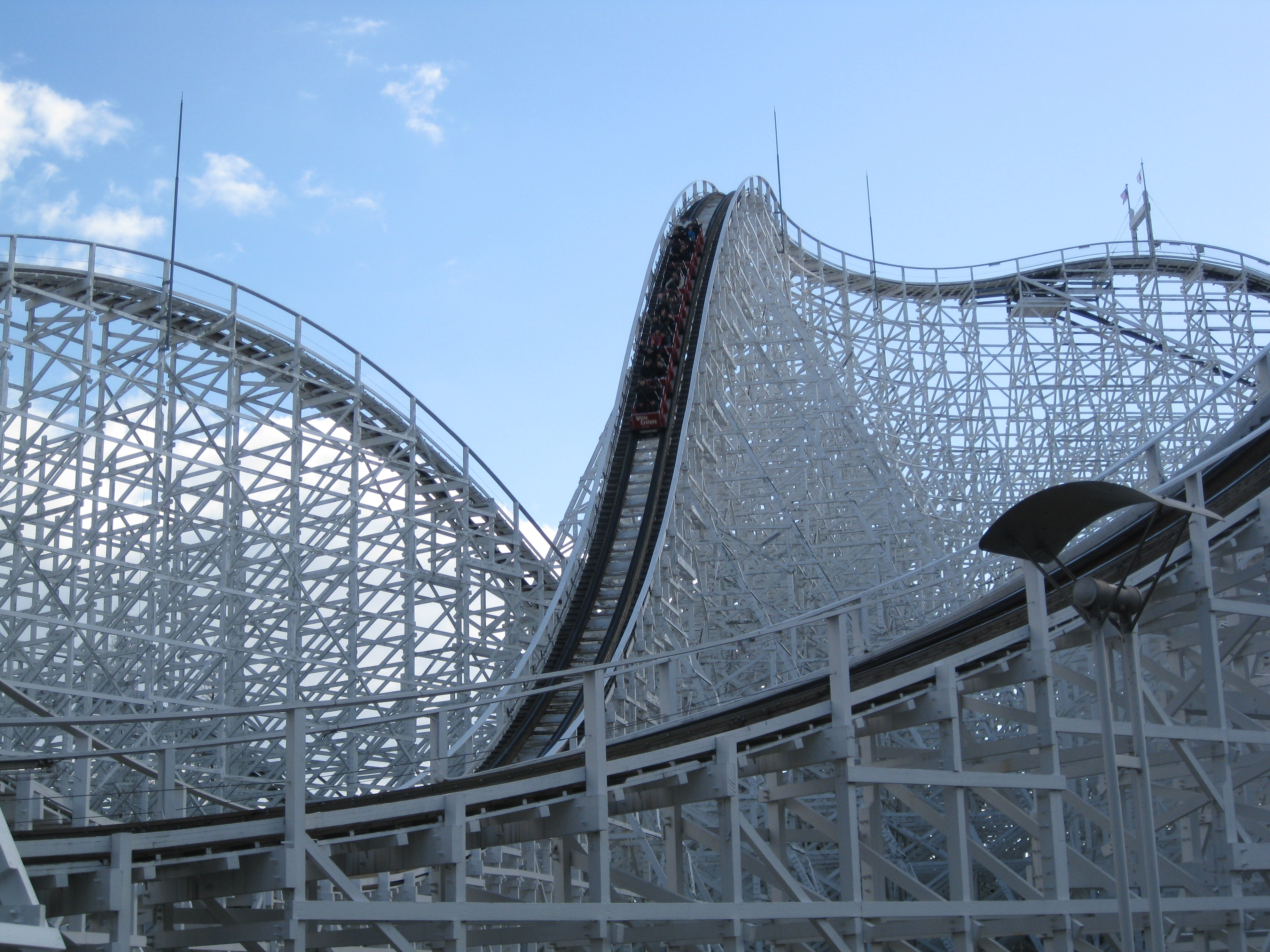
ファーストドロップ

トップスピン
40人乗りの座席が激しく回転する。かつてはお化け屋敷の隣にあったが撤去され、2006年に再登場した。としまえんにも同機種があった。4Dスピンコースター嵐の導入の為撤去。
オムニマックス
プラネタリウムのようなシアター系アトラクション。2001年2月28日閉鎖。閉鎖後ドーム状の建物は残されたままだったが現在はナガシマシアターという名称で催事館として使用されている。ホワイトサイクロンのすぐ近くにあった。
スカイトレーナー
ジャイアントフリスビー建設の為撤去。西武園ゆうえんちにあった「フライトトレーナー」と同機種。
トロイカ
スカイトレーナーと同じくジャイアントフリスビー建設の為撤去された。としまえんや富士急ハイランドに同機種があった。
フライングアイランド
1992年7月20日開業。2005年度3月になばなの里に移設し『アイランド富士』に改称。ユネスコ村にあった「UFO」と同機種。
A.ロックンロール
4人乗りのゴンドラが360度縦回転するアトラクション。元々「ロックンロール」として営業していたが、2006年にC.ロックンロールが登場したのを期に名称変更された。キッズタウン拡張の為2011年9月19日に営業終了。
フローライダー
専用のボードに乗って波乗りを体験出来るプール。
スピードスライダー
直線状のスライダー。
スクランブルスライダー
2本のチューブが螺旋状に絡み合っているスライダー。
スパイラルスライダー
トルネードスライダーの初心者版で、ジャンボ海水プールでは最も基本的なスライダー。メガアビス建設の為2023年の営業を以て終了。
レインジャー

## 関連施設

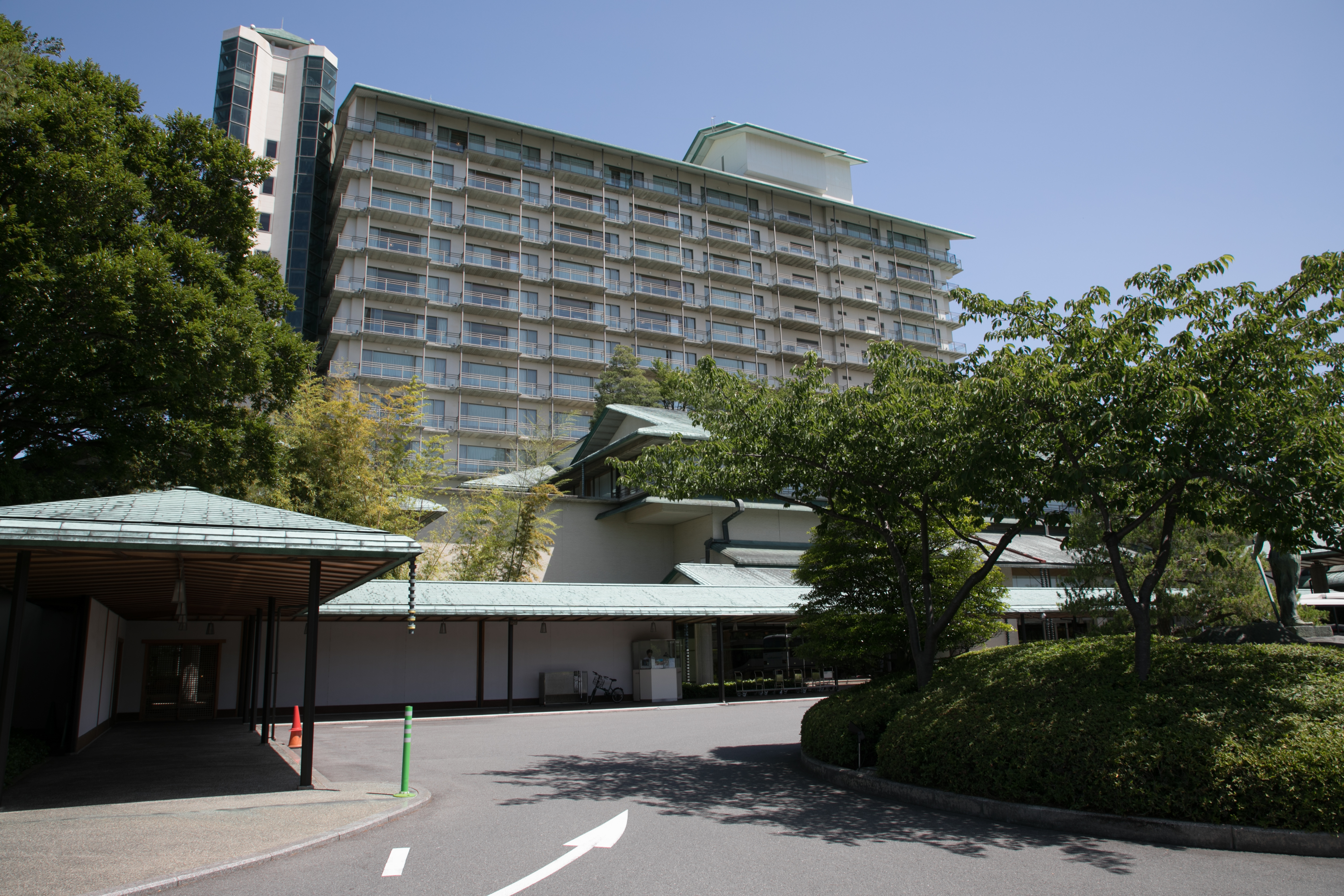
ホテル花水木
オフィシャルホテル。純和風の高級リゾートホテルだが、最上階には洋室もある。伊勢湾の景色を望むことができる。毎年、ディナーショーなども行なわれている。なお、名称の花水木は地元桑名市の市の花（ハナミズキ）となっている。
ガーデンホテルオリーブ
オフィシャルホテル。和室が主体。バイキング料理が有名。
ホテルナガシマ
オフィシャルホテル。全室洋室。部屋風呂も天然温泉である。
湯あみの島
当地に湧き出る長島温泉をつかった露天施設を主体とした温泉テーマパーク。施設内の大広間ステージでは歌手のコンサートなどがある。
以上4施設は連絡通路を使って相互に行き来可能である。また各ホテル宿泊者専用のナガシマスパーランド入場ゲートがある。各ホテルに宿泊すると「湯あみの島」「ナガシマスパーランド」「なばなの里」への入場が無料になる特典があるほか、ホテルから各施設への無料送迎サービスなどがある。
三井アウトレットパーク ジャズドリーム長島
三井アウトレットパークによってナガシマスパーランド駐車場内につくられたアウトレットモール。店舗数は302でアウトレットモール単独施設としては国内最多。
なばなの里
桑名市長島町内（スパーランドよりバスで約15分）にある季節の花を主体としたテーマパーク。ベゴニアガーデン、足湯、地ビールが有名。ウィンターイルミネーションは日本最大級の規模。
ナガシマカントリークラブ
三重県いなべ市にあるゴルフ場。
ナガシマリゾートは以上の施設とナガシマスパーランドで形成されている。

## 交通アクセス
公共交通機関
- 桑名駅より三重交通バスで20分
- 名古屋駅（名鉄バスセンター）より三重交通バスもしくは名鉄バス（共に高速経由）で45分〜55分
- 栄（オアシス21）より三重交通バス（高速経由）で45分
- 中部国際空港より三重交通バス（高速経由）で50分（※運休中）
  - 日3往復のみ。桑名駅発着の空港連絡バスが経由する（桑名-長島温泉間の利用はできない）。
- 豊橋駅より豊鉄バス（高速経由）で120分
  - 日1往復のみ。京都駅八条口発着のほの国号が経由する（長島温泉-京都駅八条口間の利用はできない）。なお、予約がある場合のみ停車する。
- JR関西本線長島駅および近鉄長島駅
  - 桑名市コミュニティバス「K-バス」長島ルートに乗車し、白坊主山公園停留所から南へ徒歩1.4km
    - 便数は1日4便のみと少ないが、運賃は三重交通と比較すると非常に低廉である（小学生以上100円・未就学児無料）。また、所要時間は循環方向により異なるが何れも25分程度である。

  - 当駅より北東700mの位置にある三重交通バス・大倉団地停留所から、名古屋長島温泉高速線の利用も可能。運賃は桑名駅からの便より高価。また、大倉団地は名鉄バス運行便は停車しない。
    - なばなの里までK-バスや三重交通（イルミネーション期間運行の便）に乗車するか、徒歩移動し当路線に乗り継ぐ方法もある。この場合は名鉄バス運行便も利用可能。なばなの里#交通アクセスも参照。

このほか、主要都市より宿泊付き（関西発は日帰りもあり）のバスツアーの発売、関西・関東からは高速バスの運行も行われている。